# القسیم، صنعا
ال-قسیم، صنعا یک منطقهٔ مسکونی در یمن است که در استان صنعا واقع شده‌است.